# Filmjahr 1916
Liste der Filmjahre

◄◄ | ◄ | 1912 | 1913 | 1914 | 1915 | Filmjahr 1916 | 1917 | 1918 | 1919 | 1920 | ► | ►►

Weitere Ereignisse

## Ereignisse

### Filmstudios
- Aus der bisher losen Zusammenarbeit zwischen Sascha Kolowrat-Krakowsky und Oskar Meßter geht am 4. April die „Oesterreichisch-ungarische Sascha-Meßter-Film Gesellschaft m.b.H.“, später Sascha-Meßter-Film, hervor.

- Samuel Goldfish und Edgar Selwyn gründen das Filmstudio Goldwyn Company. Goldfish ändert seinen Namen später in Samuel Goldwyn.

### Uraufführungen
- 22. April: Die Filmkomödie A Burlesque on Carmen kommt in die Kinos. Einen Monat später verklagt Charlie Chaplin die Filmfirma Essanay, um weitere Aufführungen des Films zu verhindern, weil Essanay durch Nachbearbeitungen die Filmlänge fast verdoppelt hat. Die Klage hat keinen Erfolg.
- 15. Mai: Der Stummfilm The Floorwalker (Der Ladenaufseher) von und mit Charlie Chaplin erscheint in den Vereinigten Staaten. Es ist der erste Film Chaplins für Mutual Films. Höhepunkt der Handlung ist eine turbulente Verfolgungsjagd auf einer Rolltreppe. Erstmals spielt in diesem Film auch Albert Austin mit, der in zahlreichen weiteren Chaplin-Filmen mitwirken wird.
- Am 21. August läuft der Dokumentar- und Propagandafilm The Battle of the Somme in den britischen Kinos an. Innerhalb von sechs Wochen sehen ihn etwa 20 Millionen Menschen – fast die Hälfte der damaligen britischen Bevölkerung.
- Der am 5. September veröffentlichte Stummfilm Intolerance von David Wark Griffith wird zum ersten Flop der Filmgeschichte.
- 2. Oktober: The Pawnshop (Das Pfandhaus), eine Filmkomödie von Charlie Chaplin, hat ihre Uraufführung. Der Film begründet Chaplins Zusammenarbeit mit Henry Bergman.
- 4. Dezember: Charlie Chaplins Komödie The Rink (Die Rollschuhbahn) kommt in die US-amerikanischen Kinos.

### Erfolgreichste Filme
Die sechs erfolgreichsten Filme an den US-amerikanischen Kinokassen nach Einspielergebnis.
| Platz | Filmtitel                      | Einspielergebnis in US-Dollar |       |
| ----- | ------------------------------ | ----------------------------- | ----- |
| 1.    | Intolerance                    | 1.750.000                     | [ 1 ] |
| 2.    | Joan the Woman                 | 605.731                       | [ 2 ] |
| 3.    | Maria Rosa                     | 102.767                       | [ 2 ] |
| 4.    | The Heart of Nora Flynn        | 87.738                        | [ 2 ] |
| 5.    | The Trail of the Lonesome Pine | 77.944                        | [ 2 ] |
| 6.    | The Dream Girl                 | 66.725                        | [ 2 ] |

## Geboren

### Januar bis März

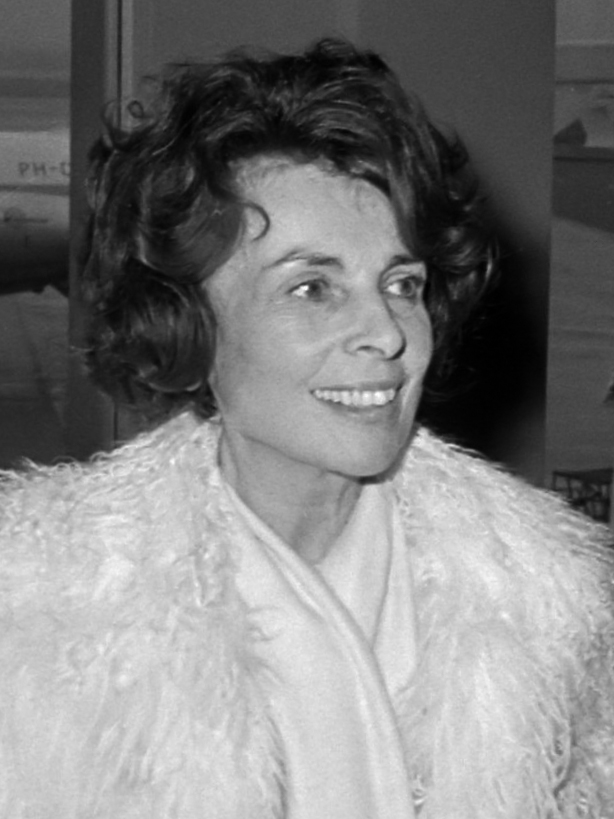
Mag Bodard (1972)

- 03. Januar: Mag Bodard, französische Filmproduzentin († 2019)
- 04. Januar: Robert Parrish, US-amerikanischer Regisseur und Filmeditor († 1995)
- 06. Januar: Rolf Kutschera, österreichischer Schauspieler († 2012)
- 11. Januar: Bernard Blier, französischer Schauspieler († 1989)

- 04. Februar: Frank Tarloff, US-amerikanischer Drehbuchautor († 1999)
- 11. Februar: Walter Newman, US-amerikanischer Drehbuchautor († 1993)
- 14. Februar: Sally Gray, britische Schauspielerin († 2006)
- 14. Februar: Masaki Kobayashi, japanischer Regisseur († 1996)
- 17. Februar: Raf Vallone, italienischer Schauspieler († 2002)
- 25. Februar: Michael Truman, britischer Regisseur, Produzent und Filmeditor († 1972)
- 26. Februar: Jackie Gleason, US-amerikanischer Schauspieler († 1987)
- 28. Februar: Svend Asmussen, dänischer Musiker und Schauspieler († 2017)
- 29. Februar: Dinah Shore, US-amerikanische Entertainerin († 1994)

- 03. März: Benno Sterzenbach, deutscher Schauspieler († 1985)
- 11. März: Ferdy Mayne, deutsch-britischer Schauspieler († 1998)
- 14. März: Horton Foote, US-amerikanischer Drehbuchautor († 2009)
- 16. März: Mercedes McCambridge, US-amerikanische Schauspielerin († 2004)
- 25. März: Jean Rogers, US-amerikanische Schauspielerin († 1991)
- 26. März: Sterling Hayden, US-amerikanischer Schauspieler († 1986)

### April bis Juni

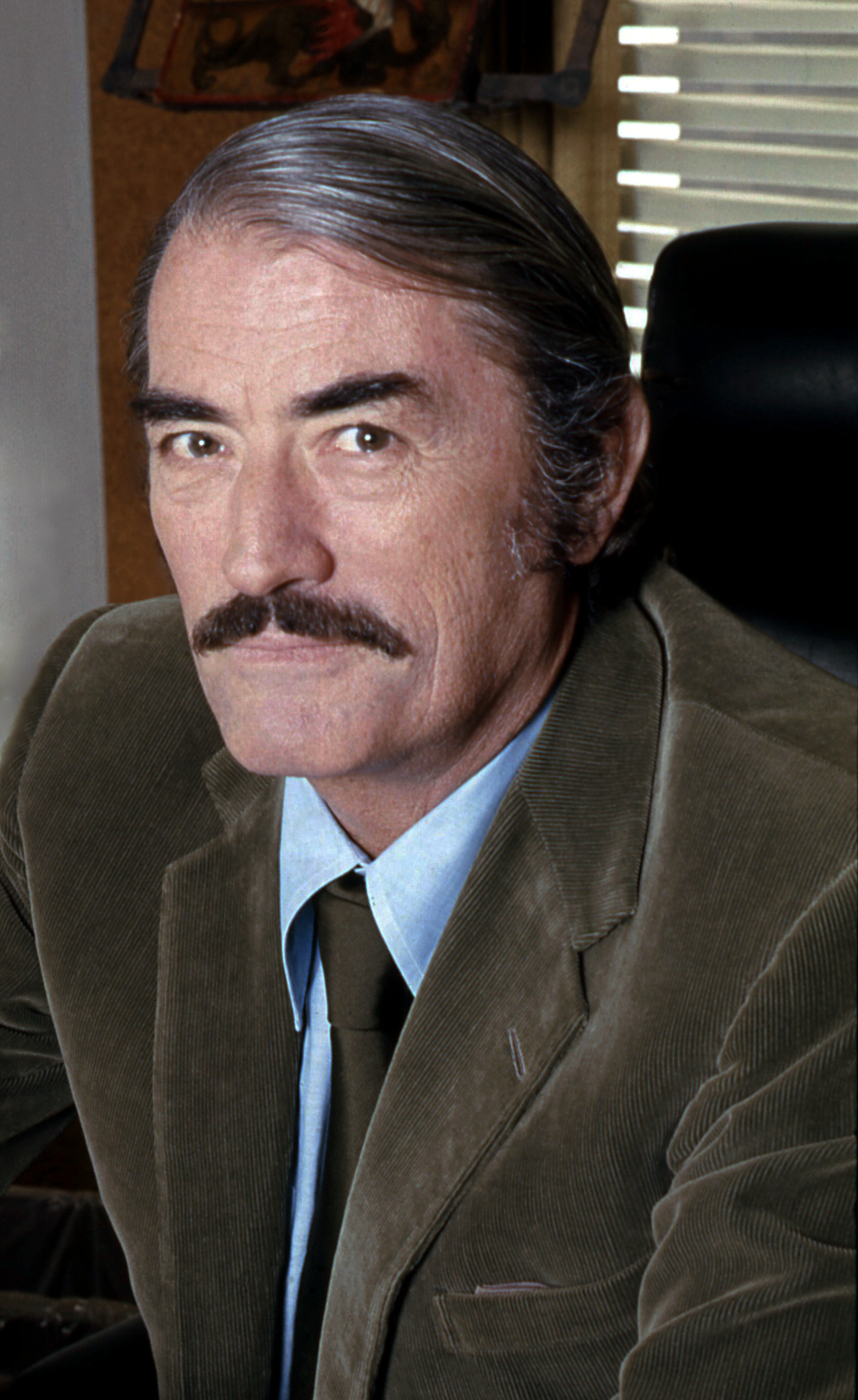
Gregory Peck (* 5. April)

- 05. April: Gregory Peck, US-amerikanischer Schauspieler († 2003)
- 07. April: Robert Freytag, österreichischer Schauspieler († 2010)
- 11. April: Howard W. Koch, US-amerikanischer Produzent und Regisseur († 2001)
- 12. April: Movita Castenada, US-amerikanische Schauspielerin († 2015)
- 12. April: Russell Garcia, US-amerikanischer Komponist († 2011)
- 25. April: John Springer, US-amerikanische Presseagent, Filmhistoriker und Schriftsteller († 2001)

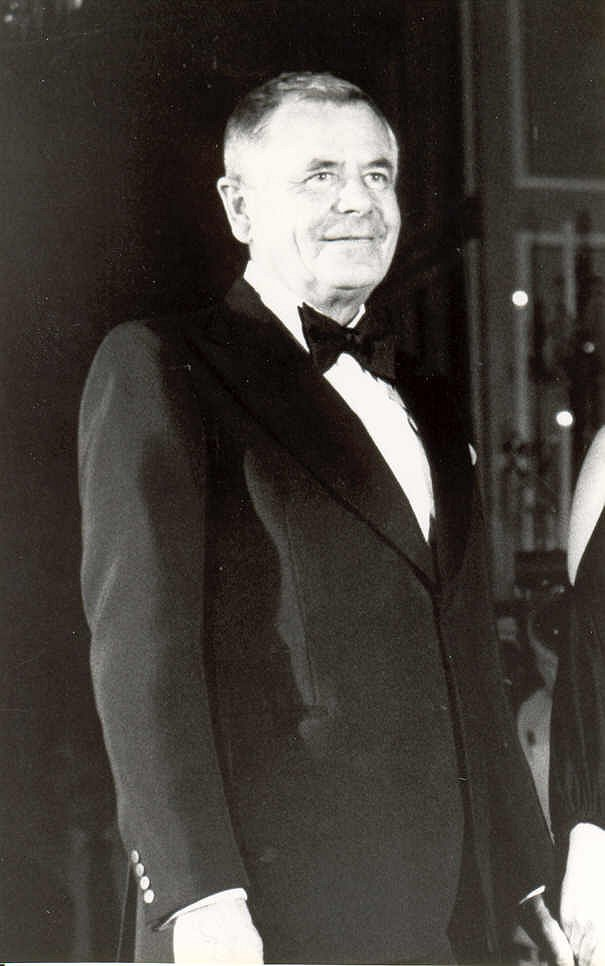
Glenn Ford (* 1. Mai)

- 01. Mai: Glenn Ford, US-amerikanischer Schauspieler († 2006)

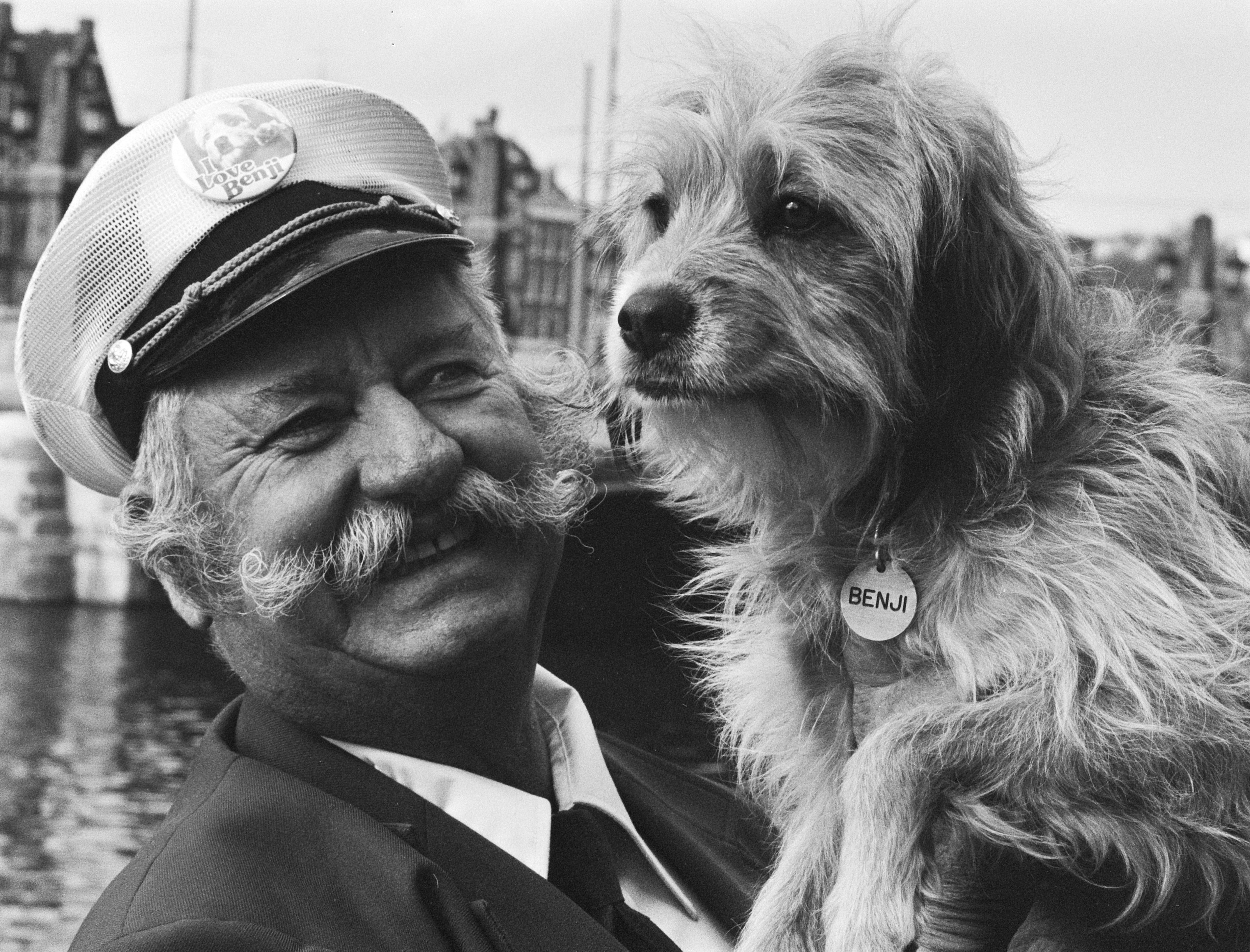
Frank Inn (* 8. Mai)

- 08. Mai: Frank Inn, US-amerikanischer Tiertrainer († 2003)
- 10. Mai: Alfred Weidenmann, deutscher Regisseur († 2000)
- 14. Mai: Del Moore, US-amerikanischer Schauspieler († 1970)
- 17. Mai: Stanley Roberts, US-amerikanischer Drehbuchautor († 1982)
- 19. Mai: Alfred Shaughnessy, britischer Drehbuchautor († 2005)

- 06. Juni: Irene von Meyendorff, deutsche Schauspielerin († 2001)
- 08. Juni: Luigi Comencini, italienischer Regisseur († 2005)
- 12. Juni: Irwin Allen, US-amerikanischer Produzent († 1991)
- 14. Juni: Dorothy McGuire, US-amerikanische Schauspielerin († 2001)
- 15. Juni: Susanne von Almassy, österreichische Schauspielerin († 2009)
- 23. Juni: Irene Worth, US-amerikanische Schauspielerin († 2002)
- 28. Juni: Manfred Steffen, deutscher Schauspieler und Sprecher († 2009)

### Juli bis September

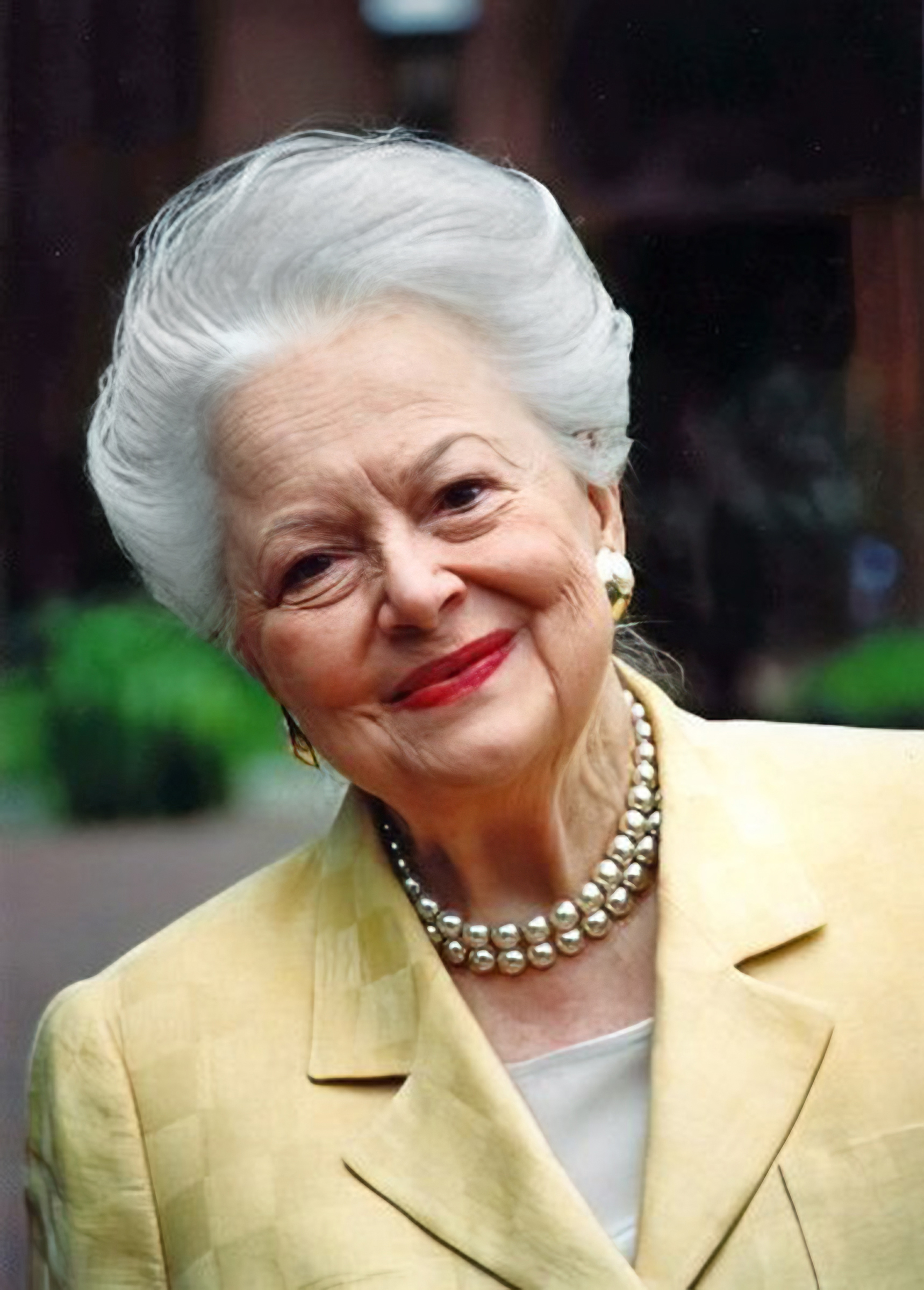
Olivia de Havilland (2001)

- 01. Juli: Olivia de Havilland, US-amerikanische Schauspielerin († 2020)
- 02. Juli: Ken Curtis, US-amerikanischer Schauspieler und Countrysänger († 1991)
- 08. Juli: Peter Pasetti, deutscher Schauspieler († 1996)
- 23. Juli: Kurt Kreuger, US-amerikanischer Schauspieler († 2006)
- 27. Juli: Keenan Wynn, US-amerikanischer Schauspieler († 1986)
- 28. Juli: Tilly Lauenstein, deutsche Schauspielerin († 2002)
- 29. Juli: Budd Boetticher, US-amerikanischer Regisseur († 2001)

- 03. August: Hertha Feiler, österreichische Schauspielerin († 1970)
- 04. August: Heinz Lanker, deutscher Schauspieler († 1978)
- 06. August: Charles Schnee, US-amerikanischer Drehbuchautor († 1963)
- 12. August: Ralph Nelson, US-amerikanischer Regisseur († 1987)
- 20. August: Petro Vlahos, US-amerikanischer Filmtechniker († 2013)
- 25. August: Van Johnson, US-amerikanischer Schauspieler († 2008)
- 27. August: George Montgomery, US-amerikanischer Schauspieler († 2000)
- 27. August: Martha Raye, US-amerikanische Schauspielerin († 1994)

- 01. September: Arleen Whelan, US-amerikanische Schauspielerin († 1993)
- 09. September: Peter Beauvais, deutscher Regisseur († 1986)
- 10. September: Harry Kleiner, US-amerikanischer Drehbuchautor und Produzent († 2007)

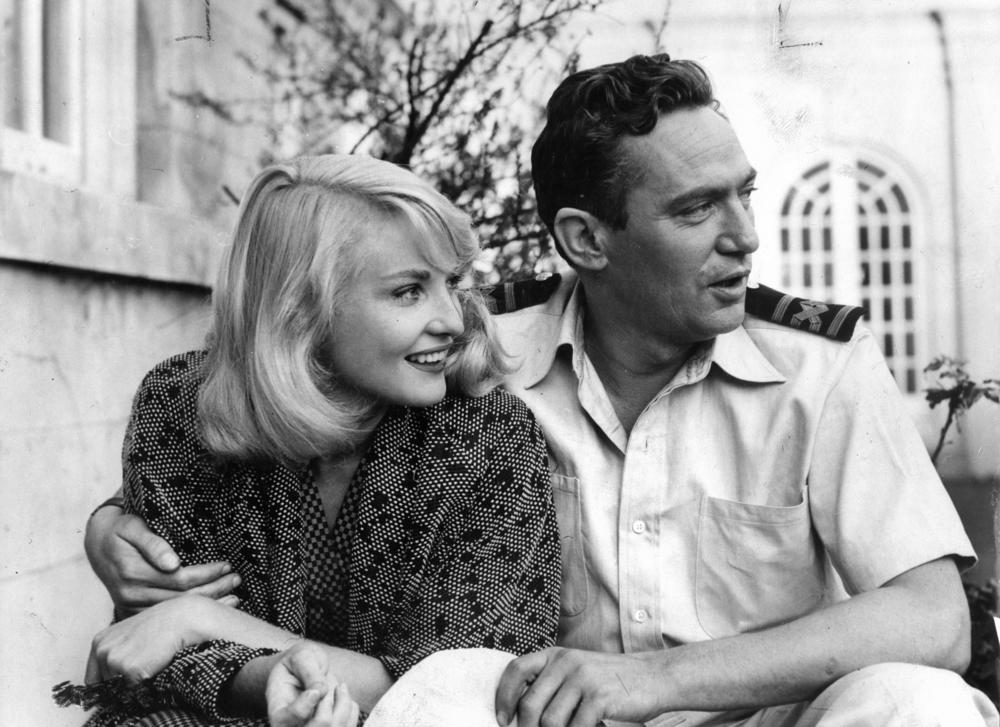
Peter Finch (* 28. September)

- 28. September: Peter Finch, britischer Schauspieler († 1977)

### Oktober bis Dezember
- 04. Oktober: George Sidney, US-amerikanischer Regisseur († 2002)
- 14. Oktober: Jack Arnold, US-amerikanischer Regisseur († 1992)

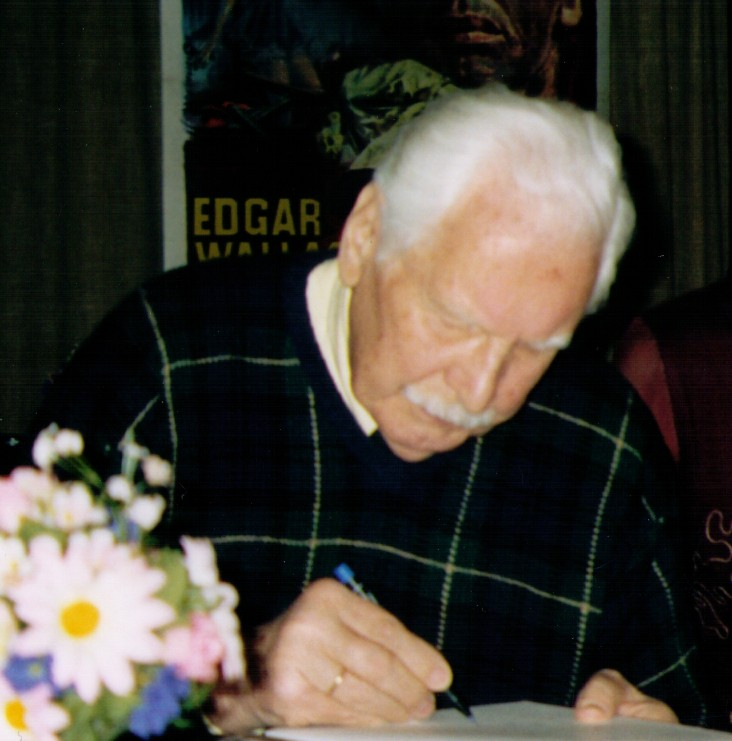
Friedrich Schoenfelder (* 17. Oktober)

- 17. Oktober: Friedrich Schoenfelder, deutscher Schauspieler († 2011)
- 18. Oktober: Anthony Dawson, britischer Schauspieler († 1992)
- 20. Oktober: Gerhard Fieber, deutscher Animator, Regisseur und Produzent († 2013)
- 28. Oktober: Pearl Hackney, britische Schauspielerin († 2009)
- 30. Oktober: Heinz Spitzner, deutscher Schauspieler († 1992)

- 05. November: Madeleine Robinson, französische Schauspielerin († 2004)
- 14. November: Sherwood Schwartz, US-amerikanischer Produzent und Drehbuchautor († 2011)
- 20. November: Evelyn Keyes, US-amerikanische Schauspielerin († 2008)
- 23. November: Michael Gough, britischer Schauspieler († 2011)

- 08. Dezember: Richard Fleischer, US-amerikanischer Regisseur († 2006)

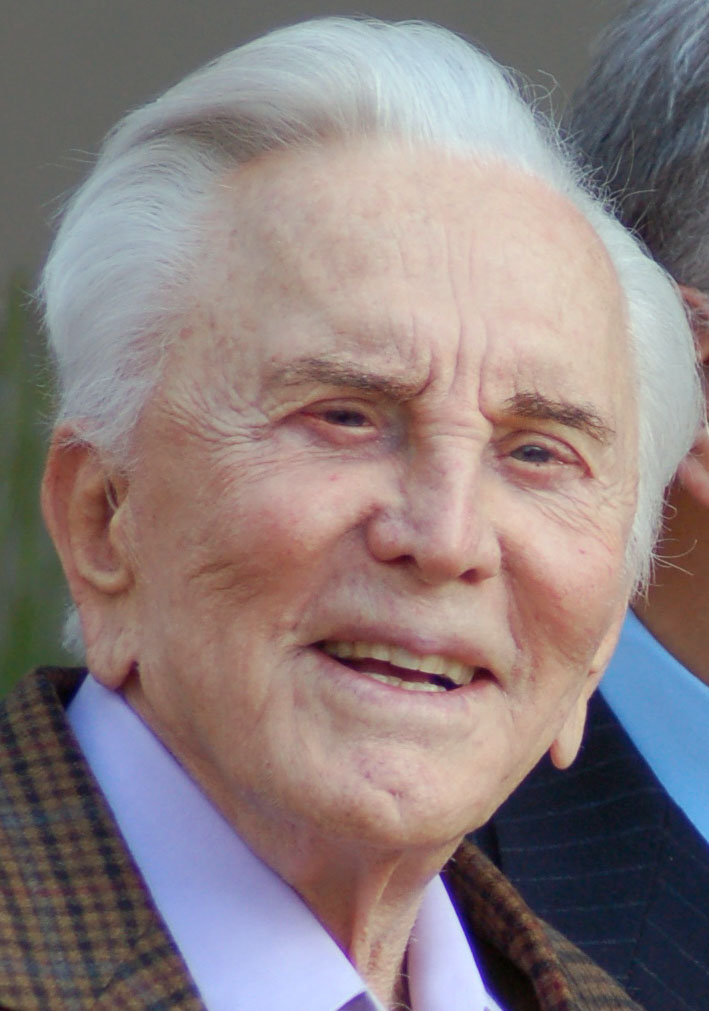
Kirk Douglas (2011)

- 09. Dezember: Kirk Douglas, US-amerikanischer Schauspieler († 2020)
- 18. Dezember: Betty Grable, US-amerikanische Schauspielerin († 1973)
- 19. Dezember: Roy Ward Baker, britischer Regisseur und Produzent († 2010)
- 23. Dezember: Dino Risi, italienischer Regisseur († 2008)

### Genaues Geburtsdatum unbekannt
- Giorgos Tzavellas, griechischer Regisseur, Schauspieler und Autor († 1976)

## Gestorben

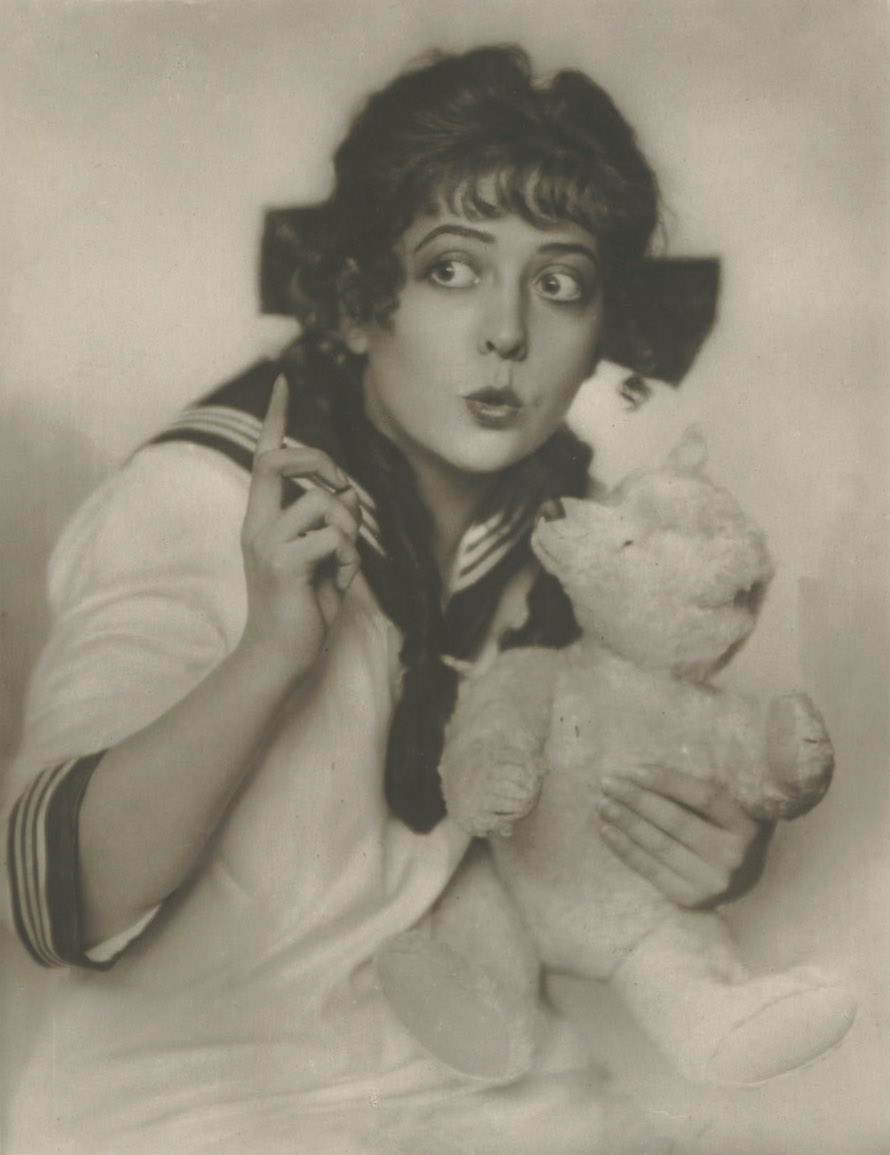
Dorrit Weixler (1892–1916)

- 30. November: Dorrit Weixler, deutsche Schauspielerin (* 1888)